# Donald Eagle
Donald Ross Eagle (* 28. Juli 1936 in Auckland) ist ein ehemaliger neuseeländischer Radrennfahrer.

## Sportliche Laufbahn
Eagle war im Bahnradsport aktiv. Er war Teilnehmer der Olympischen Sommerspiele 1956 in Melbourne. In der Mannschaftsverfolgung wurde Neuseeland mit Warwick Dalton, Donald Eagle, Bruce Kent und Neil Ritchie auf dem 5. Rang klassiert.